# Velika Moštanica
Velika Moštanica (en serbe cyrillique : Велика Моштаница) est une localité de Serbie située dans la municipalité de Čukarica et sur le territoire de la Ville de Belgrade. Au recensement de 2011, elle comptait 3 348 habitants.

## Géographie

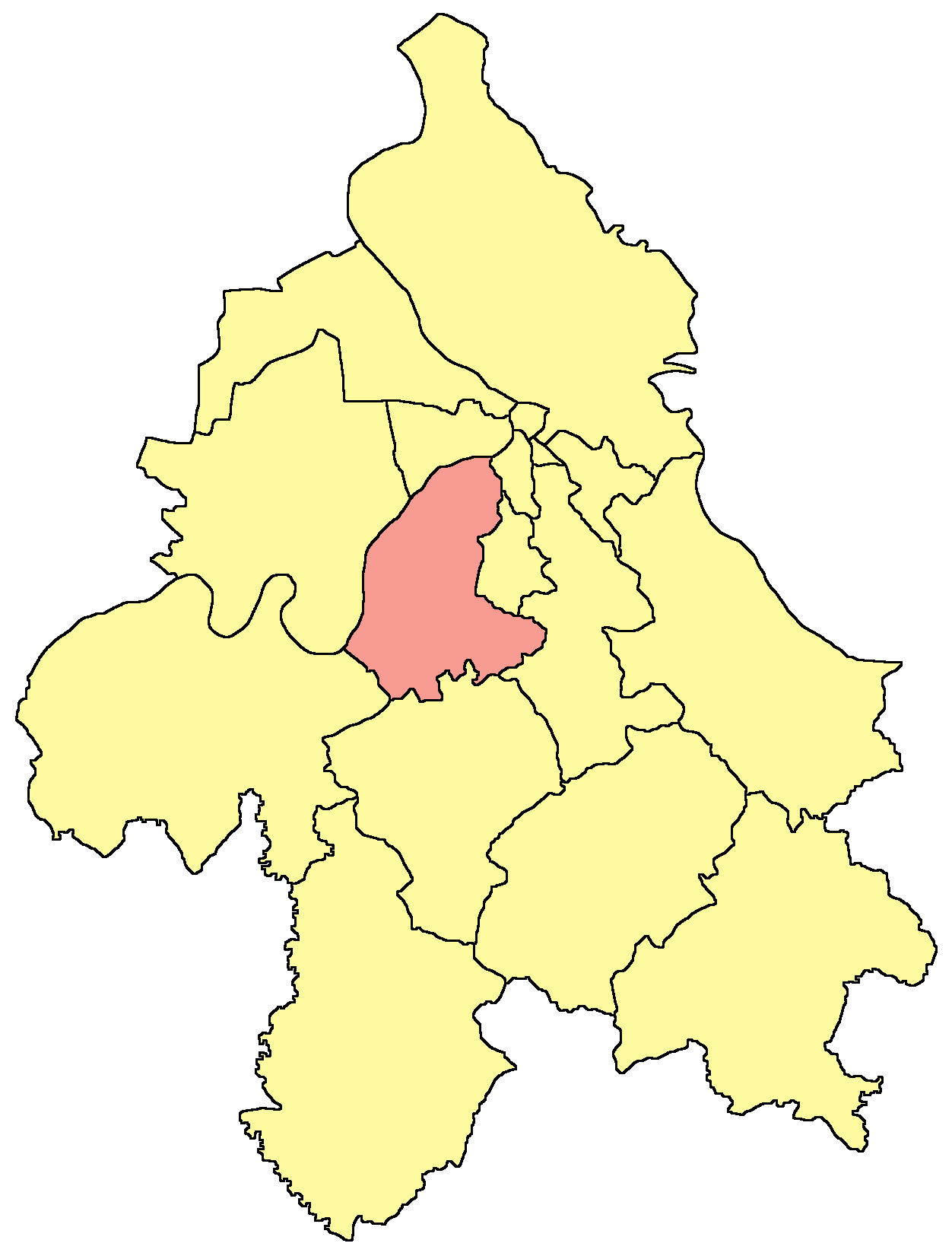
Localisation de la municipalité de Čukarica dans le district de Belgrade

Velika Moštanica, officiellement classée parmi les villages de Serbie, est située à 22 km au sud-ouest de Belgrade, entre l'autoroute Belgrade-Obrenovac (à 5 km) et l'Ibarska magistrala, la route de l'Ibar (à 4 km). 

## Histoire

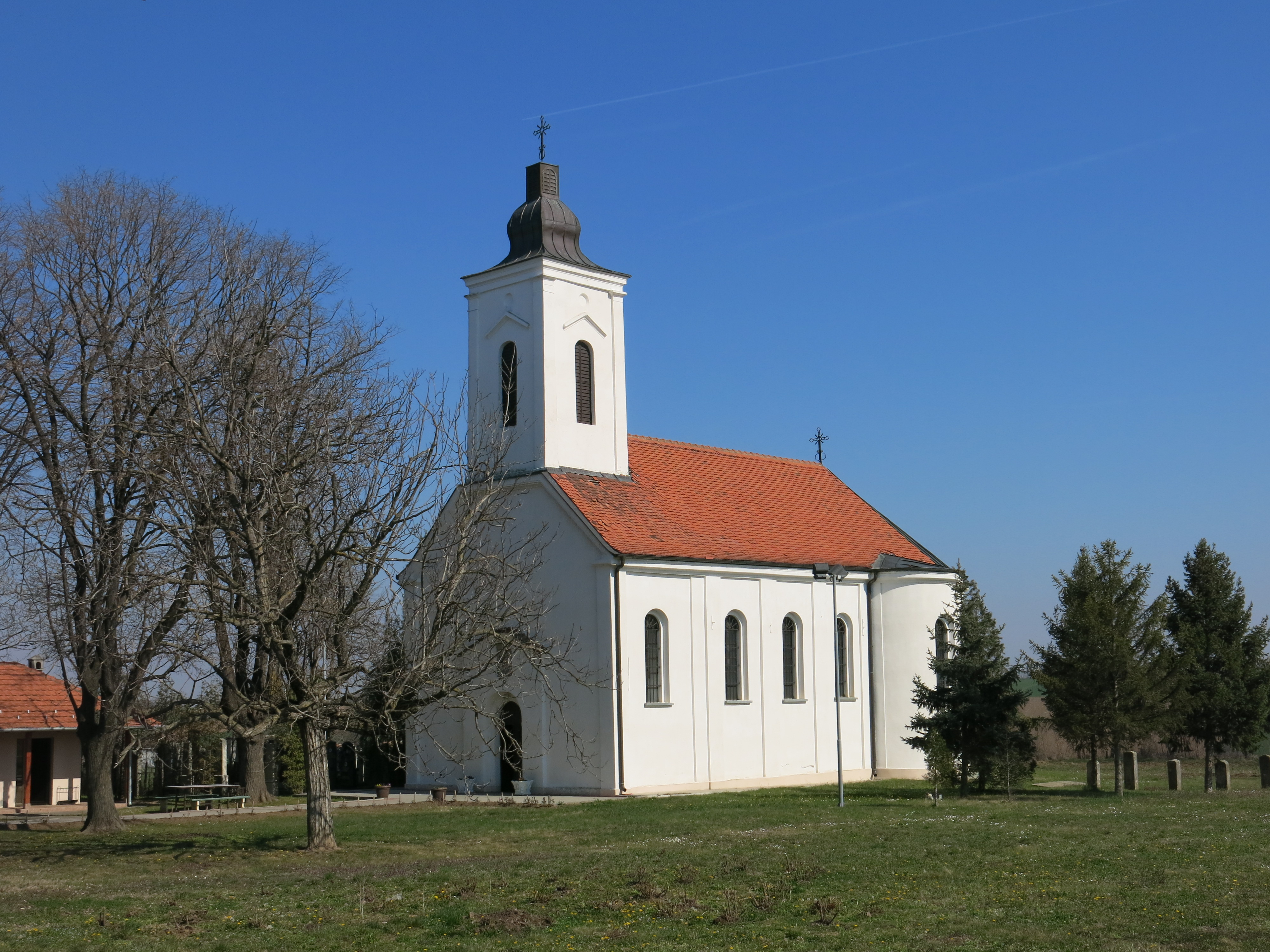
L'Église de la Nativité-de-la-Mère-de-Dieu

L'Église de la Nativité-de-la-Mère-de-Dieu a été construite en 1858, à l'emplacement d'une édifice plus ancien ; elle est constituée d'une nef unique prolongée par une abside demi-circulaire aussi large que la nef, tandis que le chœur est lui-même élargi par deux absides latérales ; à l'ouest, une tour surmonte le narthex. L'intérieur abrite des peintures et des fresques par Georgije Bakalović, Dimitrije Posniković, Nikola Marković, Ilija Petrović et Simeon Tanasijević et l'église abrite également des icônes datant de la première moitié du XIXe siècle. Parmi les donateurs qui ont permis la construction de l'église figure le riche marchand et philanthrope Ilija Milosavljević Kolarac (1800-1878) ; l'église est inscrite sur la liste des biens culturels protégés de la Ville de Belgrade.

## Démographie

### Évolution historique de la population
| 1948  | 1953  | 1961  | 1971  | 1981  | 1991  | 2002  | 2011  |
| ----- | ----- | ----- | ----- | ----- | ----- | ----- | ----- |
| 2 453 | 2 497 | 2 563 | 2 417 | 2 751 | 3 084 | 3 210 | 3 348 |

|  |

## Sport
Velika Moštanica possède une équipe de basket-ball, le NKK Velika Moštanica.